# 中文维基百科
中文維基百科是网络百科全书维基百科开放式协同合作计劃的中文（汉语）版本，为维基百科的第12大語言版本（截至2020年）。成立於2002年10月24日，使用中文橫式書寫，並同時相容簡體、繁體等兩大中文字體、以及支持繁简转换。
中文維基百科與其他版本的維基百科，均为维基媒体计划属下计划，並同由非營利組織维基媒体基金会創辦及營運。截至2025年6月10日，中文维基百科共有1,481,529篇条目，3,733,342名注册用户，63名管理员。截至2021年8月，中文维基百科的活跃維基人數量在維基百科所有語種中排名第8，贡献者主要來自臺灣（中華民國）、香港、澳門、新加坡、马来西亚等漢語圈地區的用戶、世界各地的華僑用戶，以及经翻墙等方式参与的中国大陆用户。另一方面，自2004年起，中文维基百科在中国大陆（中华人民共和国）遭到當地政府的「防火长城」封锁，其間曾有幾次解禁，但自2015年起再次遭到防火长城封锁，並維持至今。
截至2025年5月，中文维基百科的瀏覽量前3名來源地，分別為臺灣、香港及新加坡。

## 概况

### 中文名的来源
英语中的“Wikipedia”是「wiki」（一种可供多人协同写作的网络技术）和“encyclopedia”（百科全书）结合而成的混成词，网站初期时仅以“中文Wikipedia”为名，直到2003年10月21日，「Wikipedia」的中文名，经过13人讨论及投票后，确定为“维基百科”，“维基”两字除了音译类似于「wiki」，另外“维”字意为系物的大繩，也作“网”解释，引申为互联网；「基」是事物的根本，或是建筑物的底部，“维基百科”合起来可引申为互联网中装载全人类基础知识的百科全书。
中文维基百科的副标题是“海纳百川，有容乃大”，这是清朝政治家林则徐于1839年为广州越华书院所创作之对联的上联，而下联为“壁立千仞，无欲则刚”。“海纳百川”语出《管子·形势解》，意指海洋之所以广大，是因为它不分你我地容纳了数以百计的河流；“有容乃大”則语出《尚書·君陈》。两句勉励待人接物应仿效海洋，以宽大的胸襟和宽容的态度去接纳不同的人事地物，這同时也契合了维基百科自由开放的宗旨。

### 秉承维基百科的特点
中文维基百科正如維基百科本身，有三个特点，使中文维基百科与传统的中文百科全书有所区别：
- 中文维基百科将自己定位为一个包含人类所有知識领域的百科全书，而不是一本字典、词典、论坛或任何其他性質的網站。
- 计划本身是一个wiki，允许大众广泛参与。中文维基百科是第一项使用wiki系统编撰百科全书的中文协作计划。
- 中文维基百科是一部内容开放的百科全书。内容开放的材料允许任何第三方不受限制地[可疑]复制、修改及再发布材料的任何部分或全部。维基百科的文字以CC BY-SA 4.0许可协议提供。

和其它版本的维基百科一样，中文维基百科也是民主制、精英制、特权制的混合，通常大部分的内容，由普通的网友讨论、修改，通常为民主的形式，而维基管理员則因特殊、適當的理由而解除部分限制，例如修改首頁、删除不適當的条目或封禁用户。

### 与其他语言版本的差异
中文维基百科使用汉字书写，汉字是汉族或华人的共同文字，是中国大陆、新加坡、马来西亚、台湾、香港、澳门的唯一官方文字或官方文字之一。中文维基百科的编辑者來自于世界各地的漢語使用者，根据2006年9月初维基百科对各语言版本的编辑者來源的统计结果，香港的编辑者占28.6%、台湾占25.9%，而美国和荷兰则分別占13.7%及8.2%。2011年10月至2012年9月间编辑数量的统计，台湾占36.9%、香港26.3%、中国大陆20.9%，美国、加拿大及澳洲分別占5.6%、1.7%及1.6%。
中文维基百科由來自各地、拥有不同背景、不同的政治立場与社会观念及地域的漢語使用者共同参与，其文章內容是全球漢語使用者相互协调折衷后的結果。中文维基百科成为来自中国大陆、台湾和香港的编辑們的战场，上演激烈的政治、文化和意识形态的交鋒。

## 历史

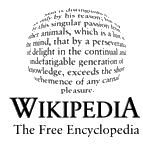
中文维基百科的第一個标志，于2002年11月中启用，並于2004年10月底停用，共使用了1年11个月，与当时的英文维基百科之标志相同

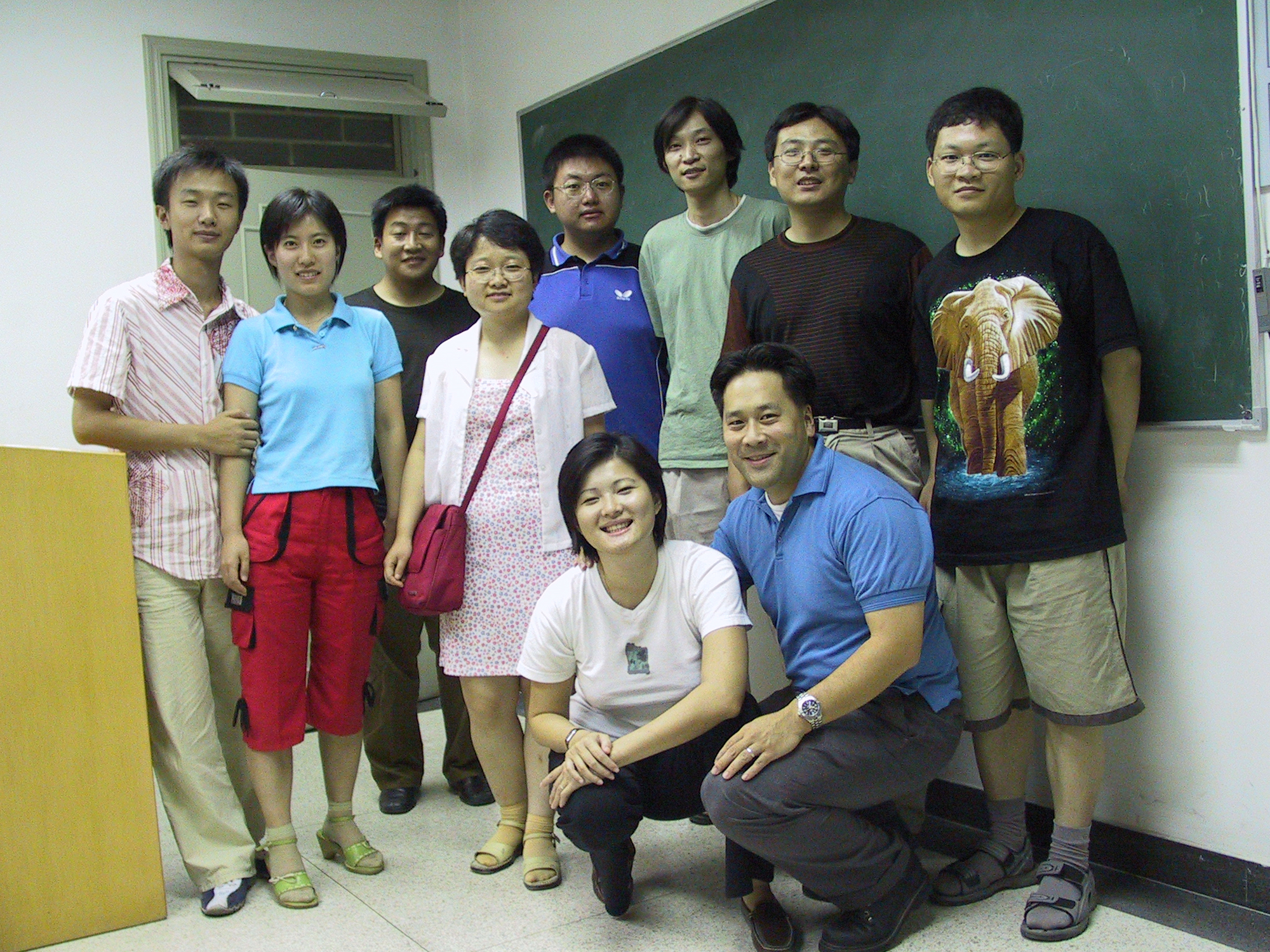
中文维基百科第一次聚会时的照片，当中有几位维基人在今天依然活跃

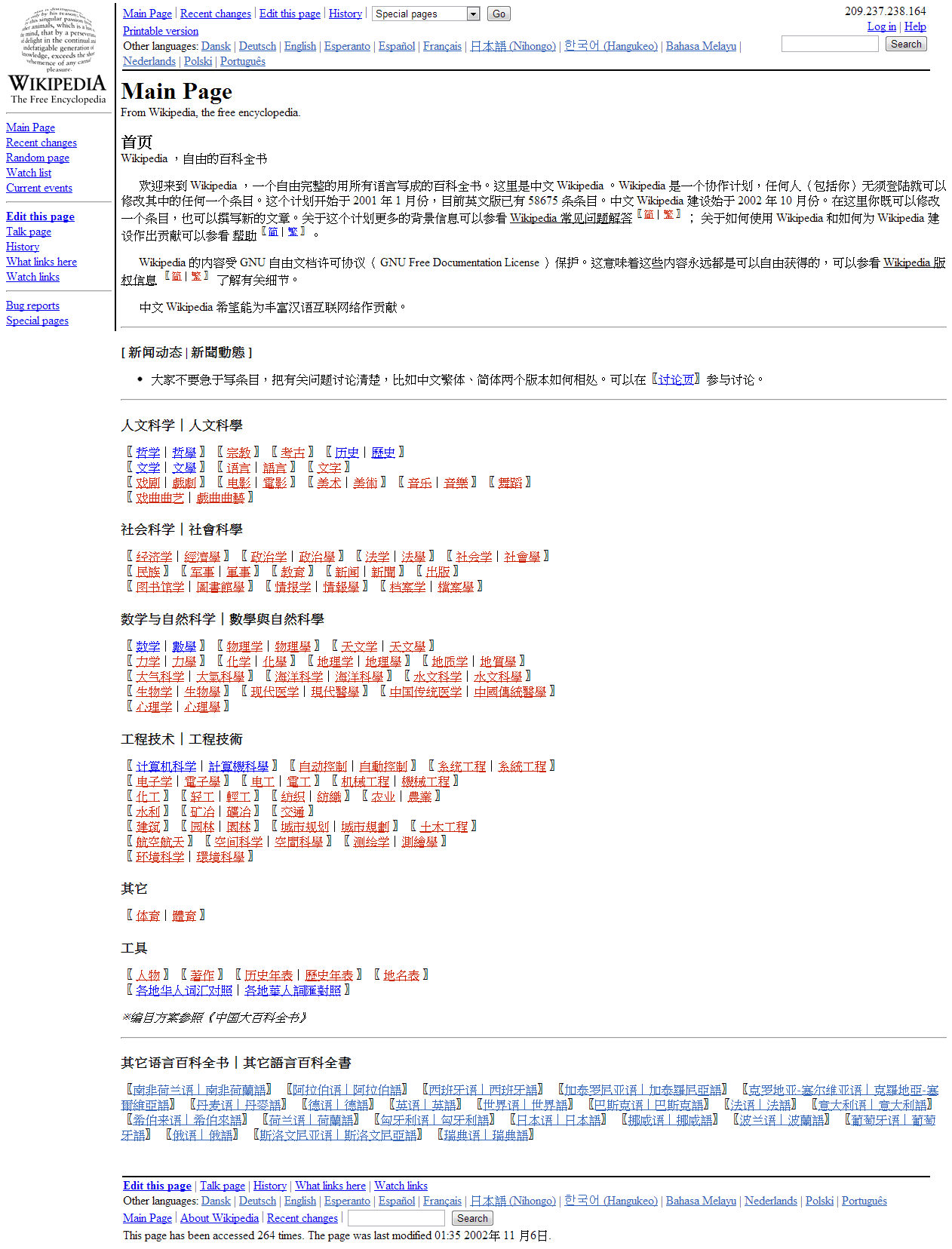
中文维基百科首页的早期版本

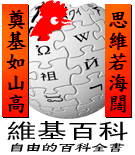
中文维基百科经常在重要的节日变更为相应的标志Logo与寄语，图为2005年春节时期中文维基百科的限时Logo

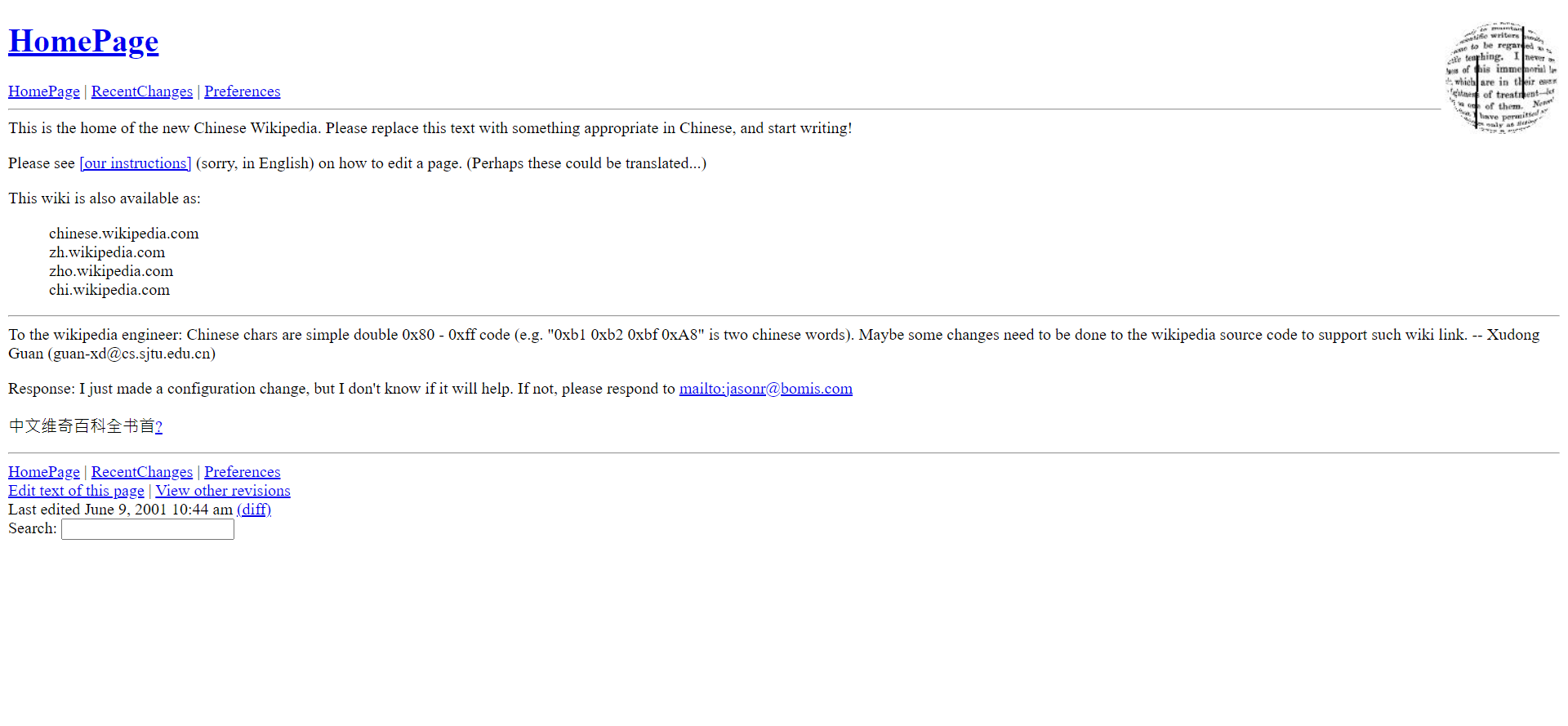
早期採用UseModWiki的中文維基百科，當時Wikipedia被翻譯為維奇百科

### 创立及初期状况
2001年5月，中文维基百科计划与其他12种主要语言維基百科计划同时成立，但当时維基百科網站不支持中文输入。同时期，与中文版有相同困扰的日语维基百科，权宜地使用罗马字母来撰写日语条目，中文维基百科在当时则只拥有少许的测试文字。
2002年10月24日，Ghyll（现在的Mountain，真名苑明理）成功地藉由工具軟體辅助，撰写了实质中文內容的文章－“首页”，中文维基百科至此才算是真正开始运作，而Mountain也成为中文维基百科第一位参与用戶。10月27日，中文维基百科移动到新伺服器，软件升级到Phase III，新版软件解決了中文输入的问题，域名同时改为zh.wikipedia.org。中文维基百科网站界面的中文化工作告一段落后，11月1日，Mountain创建了中文维基百科的第一条似条目页面“计算机科学”，但仅为测试编辑，未输入实质条目內容。2002年11月17日，Mountain翻译了英文维基百科条目Computer Science，输入实质条目內容，创建了中文维基百科实质意义上的第一条条目「计算机科学」。中文維基百科早期，大部分長條目都是從英文翻譯過來的，原創的則以短條目居多。
2002年至2003年，中文維基百科持續实现本地化與正（繁）简體自动转换。2004年12月23日，随着MediaWiki 1.4版的发布，中文维基百科初步实现正（繁）简体自动转换。

### 媒體關注
2003年10月20日，《中國電腦教育報》发表文章介紹維基百科，這是中文媒體第一次正式報導維基百科。翌年2月15日，《新周刊》在第173期發表與維基百科有關的報導，隨後幾週，許多媒體跟進報導，為中文維基百科帶來了大量的中国大陆維基人。2004年3至5月，維基人成倍增加，總條目數很快從6,000篇突破10,000篇。
2004年5月16日，《中時晚報》刊出《維基網路百科，大家一起寫》，是臺灣主流媒體首次報導維基百科，隨後於6月28日，《聯合報》跟進報導Wiki百科網書，你也可寫一筆，為維基百科帶來大量的臺灣維基人，時值維基百科在中国大陆遭到封鎖，臺灣相關條目的編寫量大量增加，首頁也加入了臺灣的熱門新聞。
香港媒體對中文維基百科的關注較遲，是香港維基人發展起步較遲的主因之一。2006年2月20日，《明報》於副刊發表《生活百科：Wiki世界 自由開放》，這是香港媒體第一次正式報導維基百科。3月29日至3月30日，《頭條日報》於新聞故事連載發表《網友齊編「自由」百科全書　港八月辦首屆中文維基聯會》（按：應是中文維基年會），這是香港媒體第一次深入介紹中文維基百科。同年5月，《环球时报》报道维基百科，很多中国大陆青年以此得知并加入维基百科。
2013年10月27日，《纽约时报》发表一篇有关中文维基百科的报道，介绍中文维基百科在大中华地区的发展状况，同时采访了一些参与其中的活跃用户。

### 成長

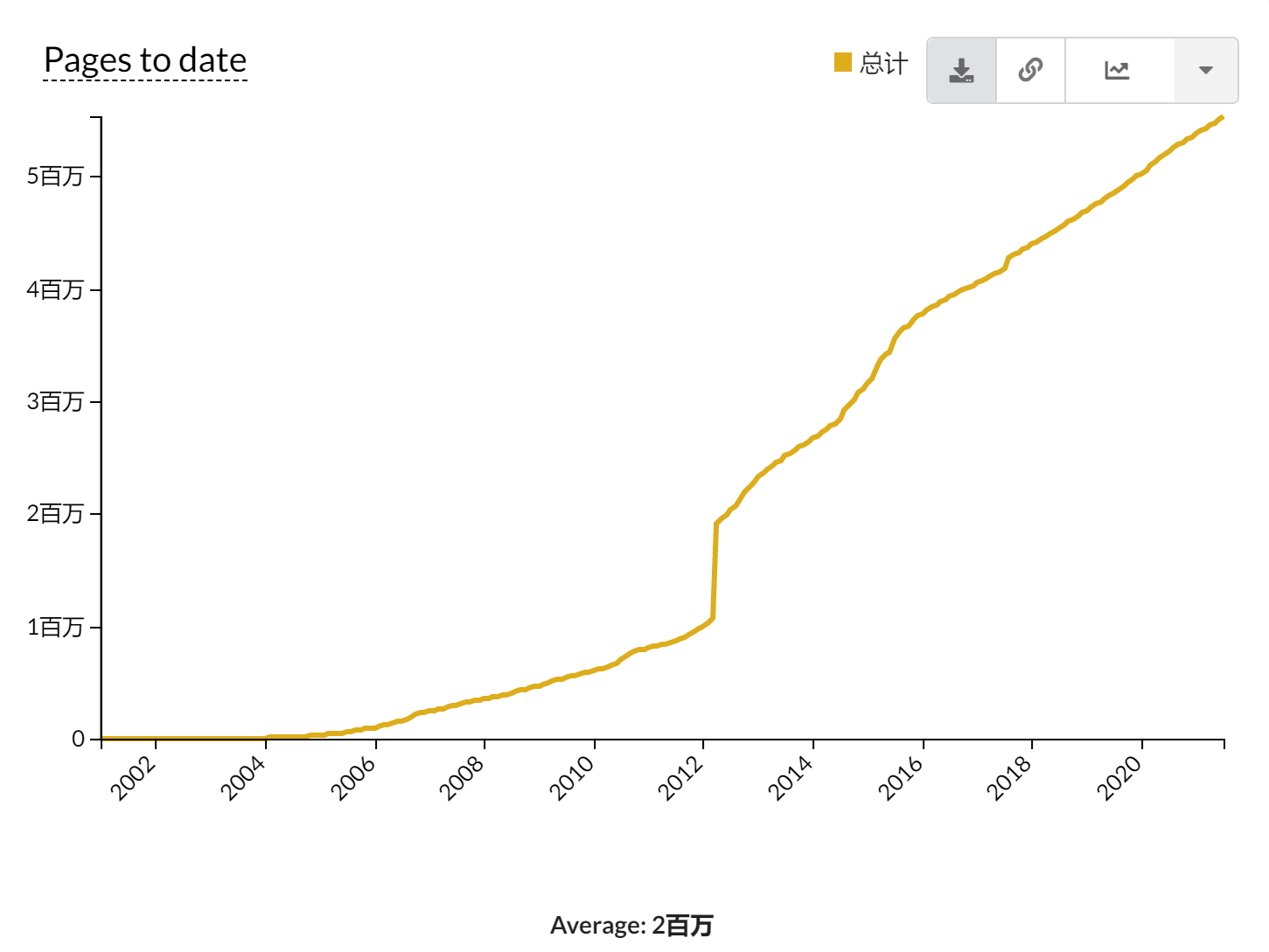
中文維基百科條目數增長圖，2012至2013年因使用機器人而使條目數大幅增加

中文維基百科於2002年10月剛開始時，英文維基百科已有超過40,000條目，成為起步較遲的主要語言版本。2004年2月24日，中文维基百科突破5,000条目，但是其中有些文章包括正（繁）简两个版本；注册用户数也同时突破3,000人。2月27日，用户Ktsquare大量添加年份条目，使中文维基百科短短3天内突破6,000条目。5月14日，中文维基百科总条目数终于破万。隨著更多維基人加入，條目數量增長速度也穩步上升。到了2006年11月12日，中文維基百科條目數突破10萬，成為第12個超10萬條目的維基百科語言版本。
目前中文维基百科已有1,481,529条目，但该数量并不包括对话页、没有内部链接的条目、重定向页以及其他名字空间的页面，如果加上这些页面，截至2025年6月，总共有超過805萬頁，並有超過8738萬次編輯。共有3,733,342名註冊用戶曾参与編輯，當中編輯過千的維基人共有1,154人以上，而他們的貢獻佔了中文維基百科編輯總次數的約73.6%。中文維基百科擁有61名管理員及8名行政員，負責站內日常維護工作。

### 中国大陆的封鎖

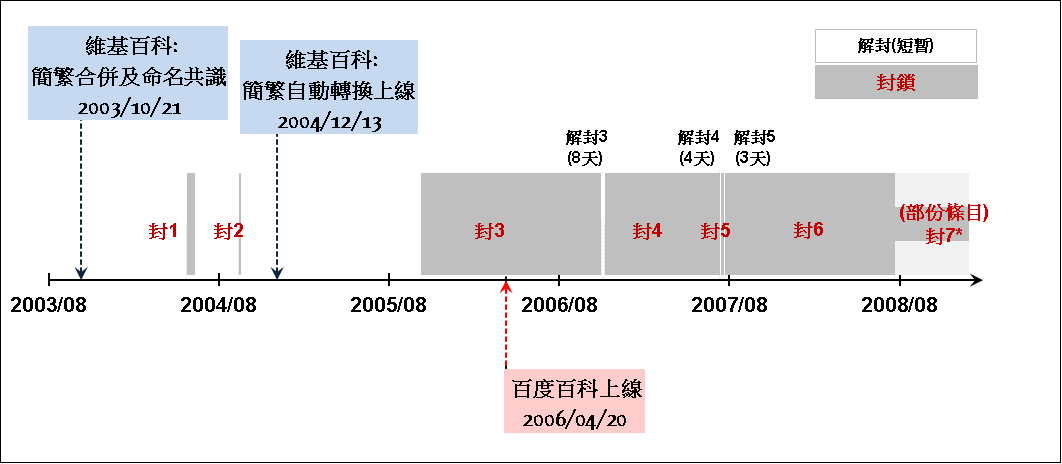
中国大陆封锁维基百科時間表及百度百科發起日的比較

中华人民共和国政府称有权依照自己制定的法律审查互联网內容，对一些有争议或违反中国大陆国家法律、不利于中国共产党和涉及色情的网页內容采取限制或屏蔽措施。維基百科網站對一般民众是容易接觸获得的，但在维基百科计划成长的记录上，从2004年到2008年，在中国大陆遭遇过六次大规模封锁，其中不完全封锁一次。以上封锁皆无预警、无预先告知，且中国相关机构沒有给予维基百科封锁的原因与理由。
2008年7月31日，对维基百科的全面封锁解除，从北京奥运会开始直到2015年5月中旬，维基百科都可正常访问，中国大陆民众也可以自由访问、编辑维基百科。随后再次全面封锁。在此之前使用HTTPS模式以及移动端APP可以瀏覽任意条目，但使用HTTPS連接有可能會被GFW干擾，如2013年5月底至2013年12月19日期间維基百科的HTTPS連接曾被全面屏蔽，后被解封，但移动版主页仍被屏蔽。
2019年4月22日，包括中文在内的所有语言版本的维基百科都无法在中国大陆正常访问。对维基百科的封鎖除影响中国大陆用户查阅维基百科外，客观上也影响了中文維基百科的发展，導致了使用人数減少、条目增长緩慢以及來源地贡献者比例不均衡等问题。

## 維基人社群

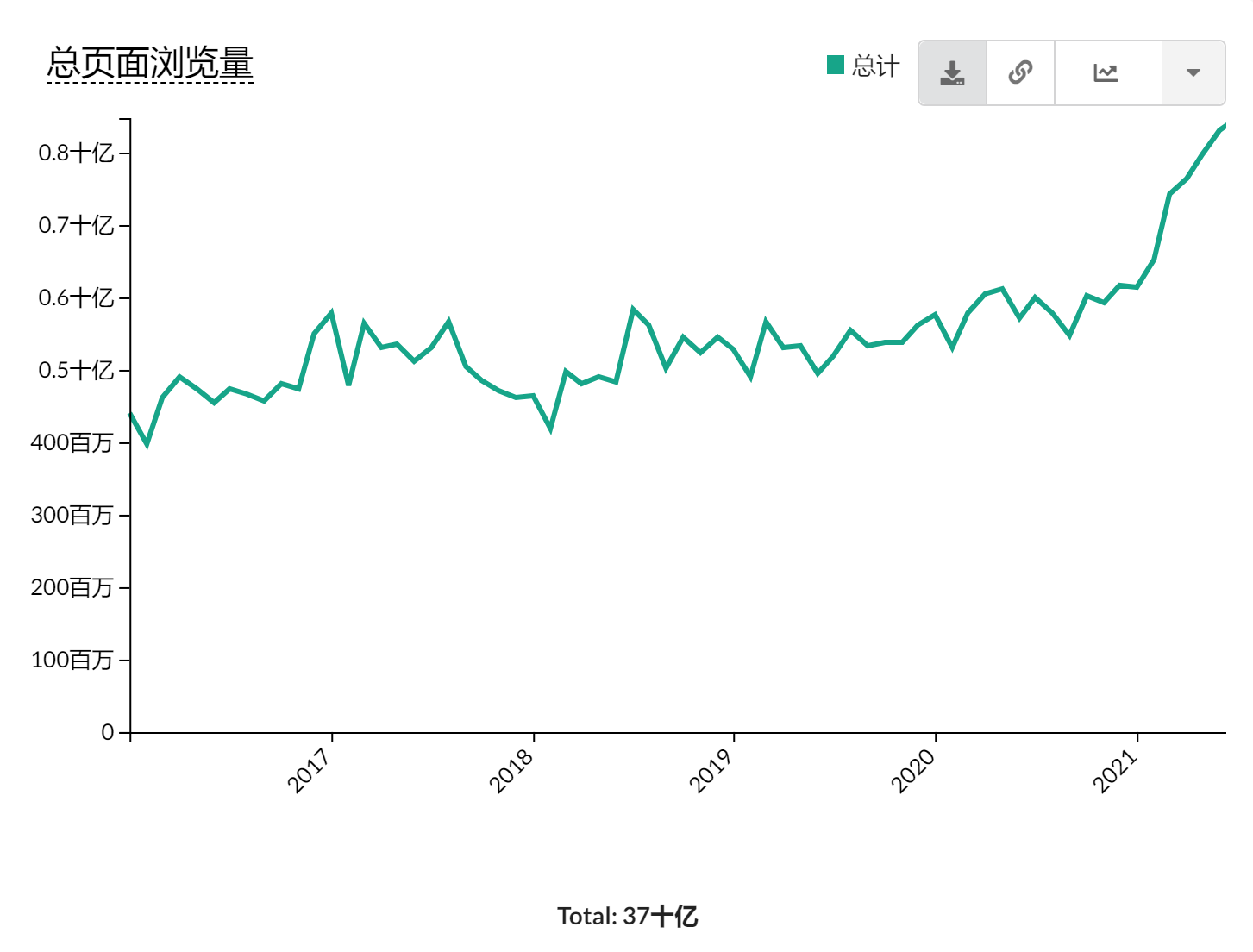
中文维基百科浏览量年度统计（2016年1月至2021年8月）

| 用戶數    | 條目總數  | 檔案總數 | 管理員數目 |
| --------- | --------- | -------- | ---------- |
| 3,733,342 | 1,481,529 | 68,620   | 63         |

### 參與者
中文維基百科的參與者來自世界各地，根據維基媒體統計，截至2021年1月，中文維基百科的大部分編輯來自台灣和香港。其他的則來自澳門、新加坡、馬來西亞、美國等華僑華人較多的地域，也有一些來自中國大陆的，但人數比台灣和香港的少得多。
截至2025年6月，中文维基百科有超過100万註冊用户，2012年12月，活跃用戶（註冊且月編輯數超過五次者）2173位。活跃维基人的贡献占整个中文维基百科的大多数。編輯過千的維基人約1082人，而他們的貢獻約佔中文維基百科編輯總次數的70.9%，而116名編輯過万的維基人貢獻了超過三分之一的編輯總次數。
中文維基百科的註冊用戶超過250萬，不過2018年8月的統計顯示，活躍用戶只有2935人。有來自浙江的編者表示有不少曾投入很多感情的用戶已經徹底放棄，主要原因是與對維基的編輯規則非常失望相關，如管理員輕率删除、回退條目使編輯者成果被否定。而維基百科在無法获得实质奖励的情况下，讓用戶沒有繼續參與的動力。

### 參與者地區分布
中文維基百科的使用者主要来自臺灣、香港、中國大陆，美國、加拿大等地亦有一定的使用量。
以下地区统计由IP地址得出，由于中国大陆对维基媒体的封锁，中国大陆使用统计并不准确。

| 访问者来源（2018年9月） | 访问者来源（2018年9月） | 访问者来源（2018年9月） | 访问者来源（2018年9月） | 访问者来源（2018年9月） |
| ----------------------- | ----------------------- | ----------------------- | ----------------------- | ----------------------- |
| 地域                    | 地域                    |                         | 百分比                  | 百分比                  |
| 臺灣                    | 臺灣                    |                         | 50.5%                   | 50.5%                   |
| 香港                    | 香港                    |                         | 18.8%                   | 18.8%                   |
| 美國                    | 美國                    |                         | 9.6%                    | 9.6%                    |
| 馬來西亞                | 馬來西亞                |                         | 3.2%                    | 3.2%                    |
| 日本                    | 日本                    |                         | 2.5%                    | 2.5%                    |
| 新加坡                  | 新加坡                  |                         | 2.1%                    | 2.1%                    |
| 加拿大                  | 加拿大                  |                         | 1.9%                    | 1.9%                    |
| 澳洲                    | 澳洲                    |                         | 1.5%                    | 1.5%                    |
| 南韩                    | 南韩                    |                         | 1.5%                    | 1.5%                    |
| 中国大陆                | 中国大陆                |                         | 1.0%                    | 1.0%                    |
| 澳門                    | 澳門                    |                         | 1.0%                    | 1.0%                    |
| 英國                    | 英國                    |                         | 1.0%                    | 1.0%                    |
| 德國                    | 德國                    |                         | 0.9%                    | 0.9%                    |
| 荷兰                    | 荷兰                    |                         | 0.8%                    | 0.8%                    |
| 法國                    | 法國                    |                         | 0.6%                    | 0.6%                    |
| 新西兰                  | 新西兰                  |                         | 0.3%                    | 0.3%                    |
| 越南                    | 越南                    |                         | 0.2%                    | 0.2%                    |
| 意大利                  | 意大利                  |                         | 0.2%                    | 0.2%                    |
| 其他地區                | 其他地區                |                         | 2.4%                    | 2.4%                    |

| 编辑者来源（2021年7月） | 编辑者来源（2021年7月） | 编辑者来源（2021年7月） | 编辑者来源（2021年7月） | 编辑者来源（2021年7月） |
| ----------------------- | ----------------------- | ----------------------- | ----------------------- | ----------------------- |
| 地域                    | 地域                    |                         | 百分比                  | 百分比                  |
| 臺灣                    | 臺灣                    |                         | 46.2%                   | 46.2%                   |
| 香港                    | 香港                    |                         | 30.8%                   | 30.8%                   |
| 美國                    | 美國                    |                         | 7.2%                    | 7.2%                    |
| 馬來西亞                | 馬來西亞                |                         | 4.6%                    | 4.6%                    |
| 日本                    | 日本                    |                         | 2.9%                    | 2.9%                    |
| 加拿大                  | 加拿大                  |                         | 1.6%                    | 1.6%                    |
| 澳門                    | 澳門                    |                         | 1.5%                    | 1.5%                    |
| 英國                    | 英國                    |                         | 1.5%                    | 1.5%                    |
| 德國                    | 德國                    |                         | 0.9%                    | 0.9%                    |
| 南韩                    | 南韩                    |                         | 0.9%                    | 0.9%                    |
| 未知（原文如此）        | 未知（原文如此）        |                         | 0.6%                    | 0.6%                    |
| 澳洲                    | 澳洲                    |                         | 0.6%                    | 0.6%                    |
| 荷兰                    | 荷兰                    |                         | 0.4%                    | 0.4%                    |
| 法國                    | 法國                    |                         | 0.3%                    | 0.3%                    |
| 其他地區                | 其他地區                |                         | 0.9%                    | 0.9%                    |

#### 編輯來源地區分布

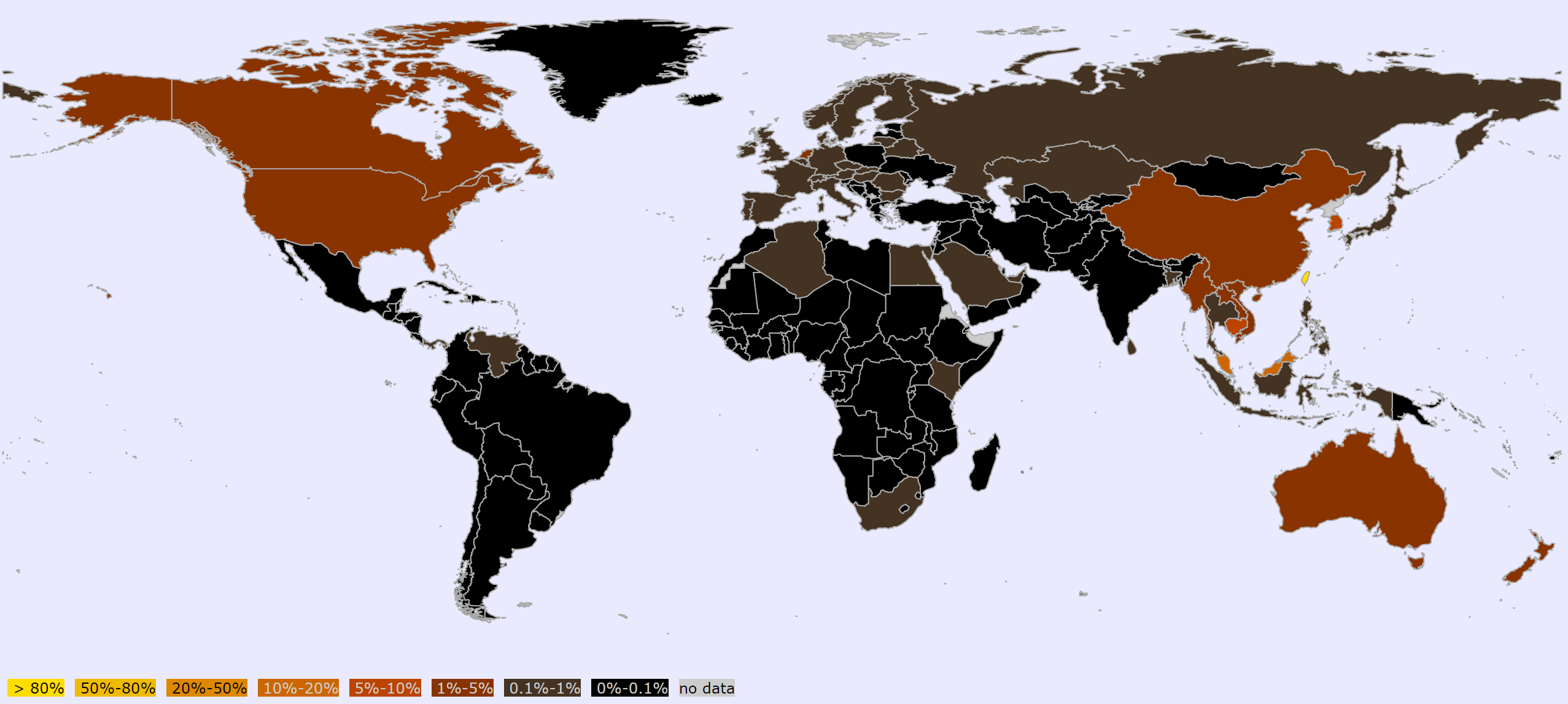
2018年9月中文維基百科在各地瀏覽量所佔比例

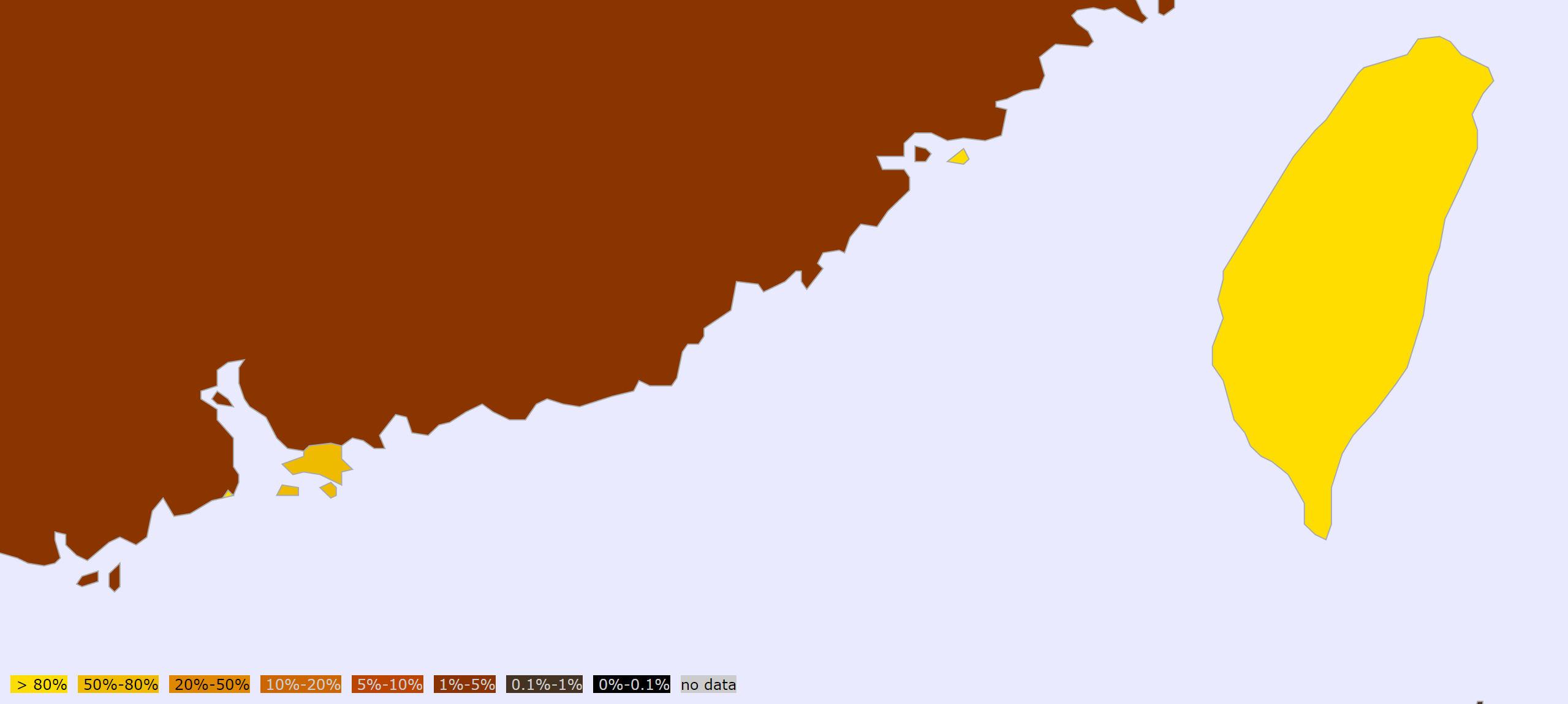
2018年9月中文維基百科在两岸四地瀏覽量所佔比例

### 聚会

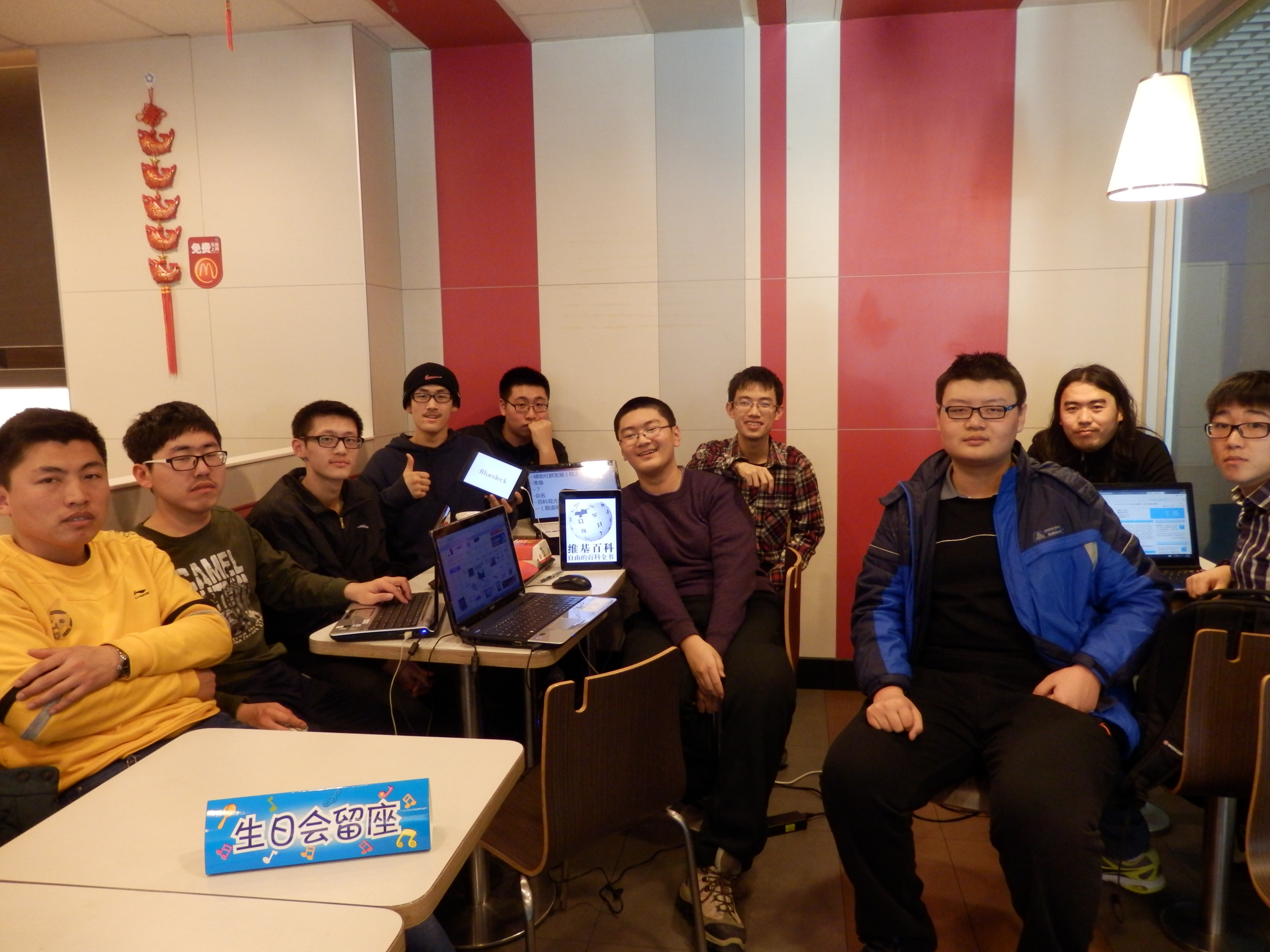
2013大连寒假聚会

中文维基百科第一次聚会──维基百科北京地区网友见面会，於2004年7月25日在北京大学举办。此后在上海、台北、香港都有维基人发起聚会。聚会的主题主要涉及中文维基百科的当时遇到的问题和一些发展的建议，因此讨论的焦点往往各有侧重。目前定期举办维基人聚会的城市有青岛、香港、台北、台中、台南、高雄、新竹等地。聚会之间的间隔周期从一周至一年不等。

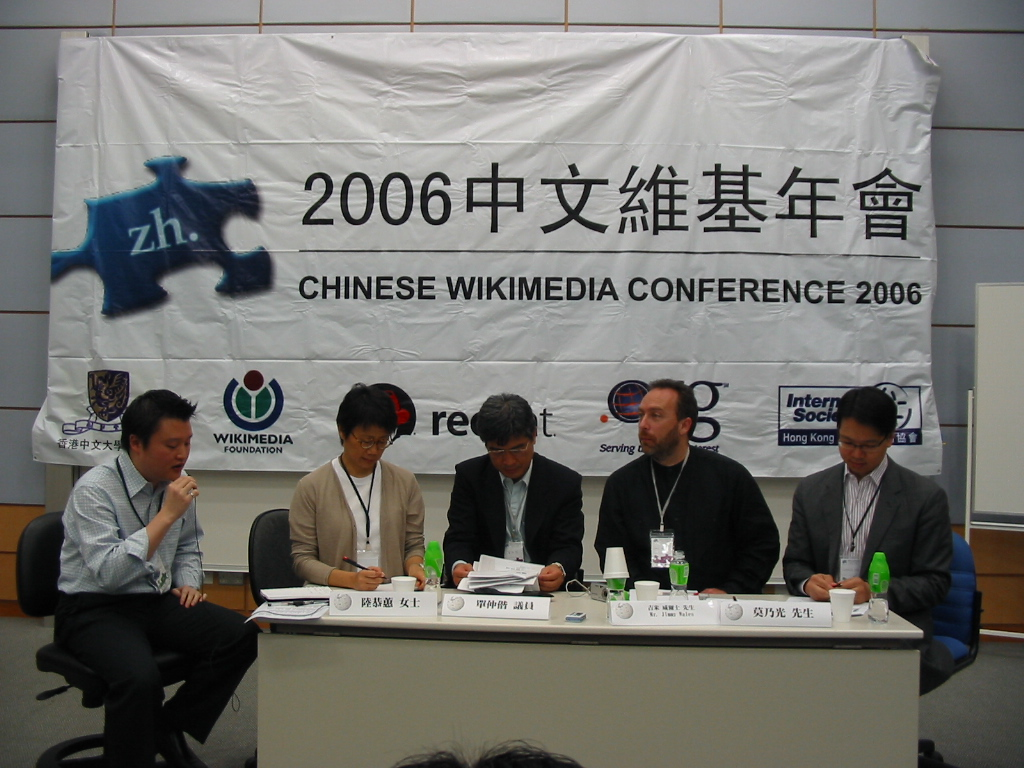
中文維基年會邀請到陸恭蕙、單仲偕、資訊科技界的莫乃光等香港人士與會

第一屆中文維基年會在2006年8月26日至8月27日於香港中文大學舉行。超過一百名維基人參與。此年會是第一個單一語言百科社群的維基聚會。第二屆中文維基年會於2009年12月26日至12月27日在澳門旅遊學院舉行。年會由澳門維基媒體協會主辦，香港維基媒體協會協辦。

## 批評及爭議

### 百科規模
許多批評將中文與其他已開發國家語言相比較，認為中文維基百科的規模與中文人口不成比例。而许多重要的条目仍无人撰写，或內容不足而成為小作品和小小作品，相比其他语言维基百科仍有所不如。而在2008年8月中国大陆政府解除大部分封锁以来，条目增长速度仍旧非常缓慢，除了偶爾出現机器人的贡献短期快速增長外，長期平均每天新增不到200条。但自从2012年2月条目数突破四十万条后，增长速度显著加快，活跃用户明显增多。在高峰时间段，每天甚至会增加数千条新条目（主要依賴資料庫創建短條目）。
虽然臺灣、港澳以及海外华人至少超过五千万，但在中國大陸，大多數網友傾向於在百度百科、互动百科，以及知乎等問答式的網站發文及討論。而从2015年5月19日下午開始，中文维基百科在中国大陆无法被访问。

### 被指對中國政府存在偏見
由於中文維基百科大部分的編輯是來自台灣和香港，不少中國大陆的官員和學者指控中文維基百科普遍存在的嚴重的反華偏見。中國大陸學者甘莅豪和翁彬婷在《社会科学》發表一篇名為《中國對外傳播在維基百科平台中的機遇與挑戰》的論文，他們認為，“由於受到外國媒體的影響，維基百科條目中存在大量對中國政府的偏見”。中国国际出版集团的丁洁撰寫了一篇文章，指“维基百科关于中国的主要政治言论的内容缺乏系统的整理和维护”。敦促維基百科中以客观真实的方式反映中國政府的声音和观点。香港中文大学新闻与传播学院助理教授徐洛文在接受BBC採訪時表示“海外很多对中国的看法确实有误解”。

### 政治自我審查與政治編輯戰
2006年11月30日，美國《國際先驅論壇報》（International Herald Tribune）其中一篇報導批評中文維基百科敘述另一種歷史觀。報導內容提及中文維基百科對毛澤東等條目進行美化，只敘述中国共产党和政府的觀點。雖然事後證實這篇報導提及的內容存有嚴重錯誤，但部份中文媒體仍繼續作出報導。中文維基人社群也曾進行澄清，但自我審查等類似的批評未完全地消失。
2015年6月17日，中華民國總統參選人洪秀柱的陣營指控中文維基百科受到泛綠網軍的控制，而泛綠陣營則反駁称不可能有此操作。
2015年8月23日，《臺灣蘋果日報》報導稱，名嘴歐崇敬宣佈參選後，其維基百科頁面遭不實抹黑編輯，與惡意刪除個人資料150餘次。歐本人親自編輯修正錯誤資料，被以回退不過三原則，封鎖其編輯權限，歐懷疑是綠營發動的網路攻擊。
2015年8月29日，國立臺灣大學助理教授陳峙維在《臺灣蘋果日報》發表評論，認為條目許石會被提刪是因為中文維基百科受到中國大陸的打壓。台灣維基媒體協會祕書長王則文表示這是對維基百科有所誤解的情況下所做出的不實指控。
2018年4月，中國民用航空局要求各國國際航空公司在2018年7月25日前將台灣航站名稱中的國家更改為「中國」。加拿大航空的航點選擇遵從中國民用航空局的要求，中文維基百科條目加拿大航空航點內的台灣航點國家一欄同樣被人從“台灣”改成“中國台灣”。此一變更很快演變為編輯戰。最終促使維基百科管理員保護該條目。
2019年4月13日，中国和平统一促进会原定在台中市举办2019年首届和平统一发展论坛。同日，中文维基百科卢秀燕条目被破坏，条目中卢秀燕的名字旁被加上“卖国贼”三字。
2019年，受香港反對逃犯條例修訂草案運動影響，一些與運動相關的條目屢遭政見不同的用戶修改對抗，引發連場編輯戰，例如條目反修例運動和香港黑警。
2020年10月5日，大公報刊文，指責中文維基百科條目太子站襲擊事件存在大量失實描述，大公報記者甚至認為維基百科不配稱為百科全書。次日又發文指責條目陈彦霖死亡事件中存在“不少过时、失实和充满臆测的描述”。
此外，台灣維基媒體协會（原中華民國維基媒體協會）理事以及香港維基人指控有來自中國大陸的网络评论员（俗称“五毛”）或小粉紅翻墻來到中文維基百科宣傳有利於中国共产党的觀點，試圖降低政治立場與他們不一致的媒體的可靠性，抵制與他們政治立場不同的台灣維基人當選管理員。中国大陸的学者則認為由于外国媒体的影响，维基百科上很多条目对中国政府有偏见。另外也有來自大陸的編輯反控港台維基人經常嘗試改變「文章的平衡或語氣」及偏向西方立場，来自中国大陆的前維基百科管理員閆恩銘說︰「你正在消除親北京的聲音，因此天平將向維基百科內部的反北京力量傾斜。」

### 香港國安法與維基媒體基金會行動
中華人民共和國全國人大常委会于2020年通過《港區國安法》并将其列入《基本法》附件三后，7月11日香港自由新聞報道，中文维基用戶 Walter Grassroot 在大陆维基编辑者的QQ群中呼籲綫上舉報所有香港用戶組用戶。在維基媒體基金會尚未對港版國安法適用於維基用戶發表相關聲明前，中文維基百科香港用戶組隨即發出聲明，稱“目前已联系维基媒体基金会在维基百科总部的信任和安全团队。”作爲相關用戶對國安法提報威嚇行爲之回應。
而關於國安法本身，维基媒体基金会于2020年7月曾发布声明；“...除非對在該法律之有效性進行徹底分析，並對相關律例、人權標準及維基社群成員的安全進行全面之評估。否則维基媒体基金会目前將不會向香港政府提供任何數據。”並稱“我們只有在被認爲是可信並迫在眉睫之事宜，且我們的數據能防範這些威脅于未然；抑或是在我們的管轄範圍内，根據適當且可執行之法律，要求我們披露這些非公開的用戶信息”。
2021年9月14日北京时间0时许，维基媒体基金会永久禁制了包括Walter Grassroot在内的7名用户，并取消另外12人的管理员权限。涉事的中国大陆维基人用户组（Wikimedians of Mainland China，WMC）随即发表名为“丢掉幻想，准备斗争”的公开信，批評維基媒體基金會。

### 其他网络百科的侵权行为
百度百科等网站抄袭了许多维基百科中的条目。其在版權審查方面不完善，用戶經常在不同網站上整篇文章連图片一起複製粘贴，都不會因為採用了侵權材料而被删除。尤其在新闻热点类条目中，百度百科中的内容常常与新闻报道中的完全一致，同时将一些只能有限度轉載的图片一起照搬。2011年，中文维基社群表示，即将向各传媒发放新闻稿及向百度发出侵权书面正式通知，明确表达他们对于百度百科涉嫌侵犯维基百科权益问题的态度；维基社群在未定稿的通知函中称，他们发现百度百科转载维基百科的文章，共有1600多篇。但后来由于无定案共识且已造成未曾预料的影响而最终取消。

### 条目造假争议
2022年6月，一位名叫折毛的中文維基百科用戶被发现虛構多個古羅斯史條目。最終該用戶被永久封禁。

## 影響
2007年在臺北舉辦的2007維基國際年會許多臺灣學生表示，在寫學校「研究報告」多會使用維基百科查詢資料，因為臺灣學生平時習慣Google等搜尋引擎的查詢模式，較為喜好查閱維基百科作為資料收集處。因此儘管大學在校園網域齊備各種的專業資料庫且完全免費，臺灣學生卻仍不習慣使用其他的專業資料庫。
參與2007年維基國際年會的學生表示，在其大學研究報告中引用了維基百科資料，但被指導教授認為「維基百科並無學術可信度」，而得到了極低的分數。